# 烏ヶ山
烏ヶ山（からすがせん）は、鳥取県東伯郡琴浦町と日野郡江府町との境にある山である。大山山系の一つ。標高1,448m。

## 概要
- 大山主峰の南側に位置し、遠くから見ると烏が羽を広げたような姿に見えることからこの名が付いた。ピラミダルな山容から山陰のマッターホルンと呼ばれる。
- 成因としては新期大山火山に属し、約2万年前の活動で主峰・弥山、三鈷峰とともに形成された巨大な溶岩ドームである。形成時には大規模な火砕流を発生させたことが分かっている。また一説によると、大山山系より少し離れた場所に位置しているため、蒜山火山系の一つとする説、大山火山の外輪山の一つとする説などもある。

## 登山
- 登山基地は南麓の鏡ヶ成。登山道には崩落箇所があり、鎖場などの慎重を要する箇所もあるが、山頂からは大山南壁・大山東壁、蒜山三座などの360度の眺望が楽しめる。
- 鳥取県西部地震の影響で頂上付近が崩落したため2001年8月以降長らく登山禁止となっていたが、2016年7月30日に禁止措置が解除されて登山可能となった。しかし同年10月21日に発生した鳥取県中部地震により登山道の崩落が進んだため、現在は再び登山禁止となっている。

## 備考
- 大山と背比べをし、負けて怒った大山に頭をけられて頂上が欠けたという伝説がある。